# Dumbrava, Mureș
Dumbrava (înainte de 1918 Lighet, în maghiară Marosliget) este un sat în comuna Vătava din județul Mureș, Transilvania, România.

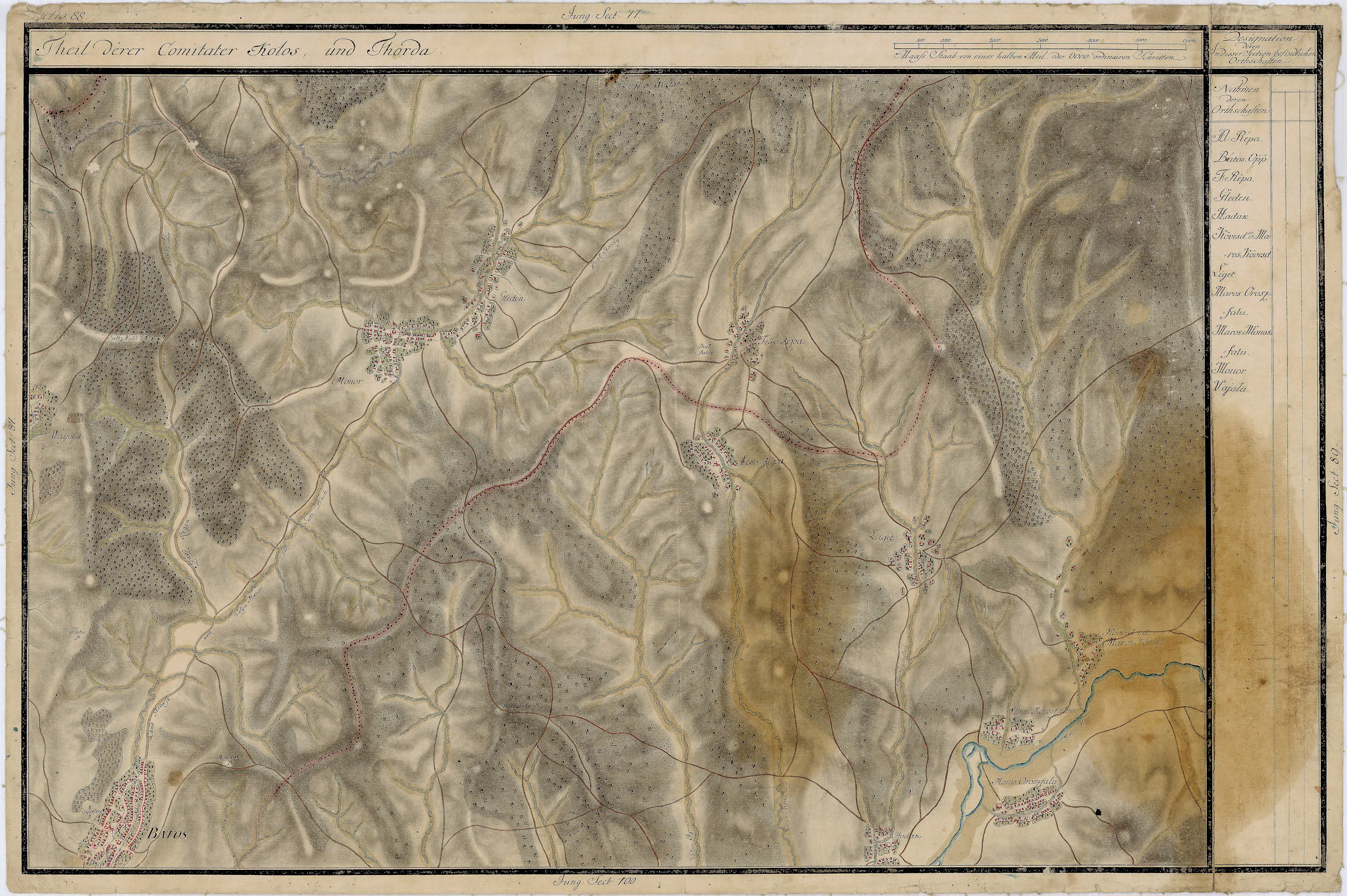
Dumbrava în Harta Iosefină a Transilvaniei, 1769-73